# YJ-18
El YJ-18 (chino:鹰击-18; pinyin: yingji-18; en español: 'ataque de águila 18', designación de la OTAN CH-SS-NX-13) es una familia china de misiles de crucero antibuque y de ataque terrestre.

## Descripción
El Departamento de Defensa de los Estados Unidos cree que el YJ-18 es similar al 3M-54 Kalibr ruso, con un modo de crucero subsónico y un ataque terminal supersónico; al misil se le atribuye un alcance de 290 millas náuticas (330 millas; 540 km), lo que le daría un anillo de amenaza de 264.200 millas náuticas (349.900 millas cuadradas; 906.000 km2). Algunos analistas occidentales creen que el YJ-18 es una copia del 3M-54E, con un alcance de crucero de 180 km (110 mi; 97 nmi) a Mach 0,8 y un alcance de sprint de 40 km (25 mi; 22 nmi) a Mach 2,5 a 3,0; otras fuentes afirman que la variante lanzada desde submarino tiene un alcance de 500 km (310 mi; 270 nmi) con una velocidad terminal de Mach 2 mientras vuela a una altitud terminal más baja que el Kalibr/Klub ruso.
El misil puede lanzarse desde sistemas de lanzamiento verticales, y posiblemente desde tubos lanzatorpedos submarinos. Los medios chinos afirman que el misil tiene un sistema de guía inercial que utiliza datos del sistema de navegación por satélite BeiDou y lleva una ojiva altamente explosiva de 300 kg (660 lb) o una ojiva antiradar para destruir componentes electrónicos a corta distancia.
El YJ-18 está desplegado a bordo del destructor Tipo 052D y del destructor Tipo 055. Es posible que ya sea transportado por el submarino de ataque nuclear clase Shang II equipado con células VLS, y reemplazará al YJ-82 de alcance de 20 millas náuticas (23 millas; 37 km) a bordo de la propulsión independiente del aire (AIP) clase Yuan y los submarinos diesel-eléctricos de la clase Song, probablemente se desplegarán en el submarino Tipo 095, y pueden ser capaces de desplegarse en submarinos de clase Kilo. Una versión terrestre podría reemplazar el YJ-62 subsónico de 400 km (250 mi; 220 nmi) de alcance con baterías costeras.

## Variantes
- YJ-18: variante original de ataque terrestre lanzada desde barcos.[2]
- YJ-18A: variante antibuque a bordo de lanzamiento vertical, desplegada a bordo de los destructores Tipo 052D y Tipo 055.[2]
- YJ-18B: Variante lanzada desde un submarino.[2]
- YJ-18C: versión de ataque terrestre lanzada desde contenedores de transporte similar al sistema de misiles Club-K.[10]
- Variante costera móvil: versión terrestre con designación desconocida lanzada por un lanzador transportador erector (TEL) 12 × 12, posiblemente equipado con un propulsor más grande para un mayor alcance.[2]